# الکساندر ژیوتوکف
الکساندر ژیوتوکف (انگلیسی: Alexander Zhyvotkov؛ زادهٔ ۳۱ مارس ۱۹۶۴) نقاش اهل اوکراین است. در مدرسه هنر جمهوری‌خواه تاراس شوچنکو (۱۹۷۵–۱۹۸۲، کیف، اوکراین) تحصیل کرد.